# دورة فرنسا المفتوحة 1969
قائمة بطولات دورة رولان غاروس لعام 1969:

## الكبار

### فردي رجال
رود لافر هزم  كين روزوال، النتيجة: 6-4, 6-3, 6-4 

### فردي سيدات
مارغيريت سميث كورت هزمت  أن هايدون جونز، النتيجة: 6-1, 4-6, 6-3

### زوجي رجال
جون نيوكومب و توني روتشي هزما  روي إيمرسون و رود لافر، النتيجة: 4-6, 6-1, 3-6, 6-4, 6-4

### زوجي سيدات
فرانسيس دور و أن هايدون جونز هزمتا  مارغيريت سميث كورت و نانسي ريتشي جنتر، النتيجة: 6-0, 4-6, 7-5

### زوجي مختلط
بيلي جين كينغ و بوب هيويت هزما  فرانسيس دور و جان كلود باركلاي، النتيجة: 3-6, 6-4, 6-2